# Nueva Independencia, Suchiate
Nueva Independencia är en ort i Mexiko.   Den ligger i kommunen Suchiate och delstaten Chiapas, i den sydöstra delen av landet, 900 km sydost om huvudstaden Mexico City. Nueva Independencia ligger 9 meter över havet och antalet invånare är 137.
Terrängen runt Nueva Independencia är mycket platt. Havet är nära Nueva Independencia åt sydväst. Runt Nueva Independencia är det ganska tätbefolkat, med 129 invånare per kvadratkilometer. Närmaste större samhälle är Brisas Barra de Suchiate, 9,5 km söder om Nueva Independencia. 